# Flavio Zveiter
Flavio Zveiter (Niterói, 11 de julho de 1981) é um advogado e professor brasileiro, ex-presidente do Superior Tribunal de Justiça Desportiva, órgão máximo da Justiça Desportiva no Brasil.
É filho de Luiz Zveiter, também ex-presidente do STJD e ex-presidente do Tribunal de Justiça do Estado do Rio de Janeiro, sobrinho do deputado federal Sergio Zveiter, neto do ex-ministro do Superior Tribunal de Justiça Waldemar Zveiter e casado com a atriz Luíza Mariani.

## Carreira

### STJD
A família Zveiter estava no comando do STJD desde a década de 1990. Flávio já trabalhava como auditor do Tribunal desde 2000. Antes dele, o pai Luiz Zveiter foi presidente entre 1996 e 1998 e depois entre 2000 e 2005. Neste intervalo, Sérgio Zveiter, tio de Flávio, assumiu a presidência. Waldemar Zveiter, avô de Flávio, desembargador e ex-ministro do Superior Tribunal de Justiça, foi advogado e amigo pessoal de Roberto Marinho, fundador do Grupo Globo.
Flávio Zveiter foi eleito para a presidência do Tribunal em julho de 2012, tendo Caio Rocha como vice-presidente, e Paulo Schmitt, reeleito como procurador-geral. 
Flávio Zveiter foi indicado para compor o STJD, como representante dos clubes da então série A, conforme a previsão contida no artigo 55 da lei 9.615. A indicação foi aprovada por unanimidade.
Foi durante a gestão de Flávio Zveiter que o STJD envolveu-se no polêmico caso do rebaixamento da Portuguesa. Por causa da escalação irregular do meia Héverton, a Portuguesa foi punida, perdeu três pontos e acabou rebaixada para a Campeonato Brasileiro Série B, mantendo o Flamengo, que também escalou irregularmente o lateral André Santos, e por causa disso também foi punido perdendo três pontos também, na primeira divisão depois de uma longa batalha no Tribunal.
Em 2014 anunciou que não se candidataria a reeleição para voltar a atuar exclusivamente no escritório de advocacia da família. Em junho do mesmo ano Caio Rocha foi eleito seu sucessor. No entanto, Flávio continuou como auditor.
No ano de 2015, esteve como membro da Comissão de Juristas no Senado Federal sendo responsável pela elaboração do anteprojeto de Lei Geral do Desporto. Foi empossado em 2 de fevereiro de 2016 como Conselheiro Federal da Ordem dos Advogados do Brasil para o Triênio -  2016/2018 - representando o Estado do Rio de Janeiro.
É membro fundador da Academia Nacional de Direito Desportivo e desde julho de 2016, assume como Presidente da Comissão Nacional de Acompanhamento Legislativo do Conselho Federal da OAB.
Em maio de 2017 foi indicado através da Conmebol para, desde então, integrar o Comitê de Ética da FIFA, sendo o primeiro brasileiro a ocupar tal cargo.

## Obras publicadas
- O Curso de Direito Desportivo Sistêmico – Volume II (co-autor - Editora Quartier Latin, 1.152 páginas)